# اصلاحات کاسیگینی

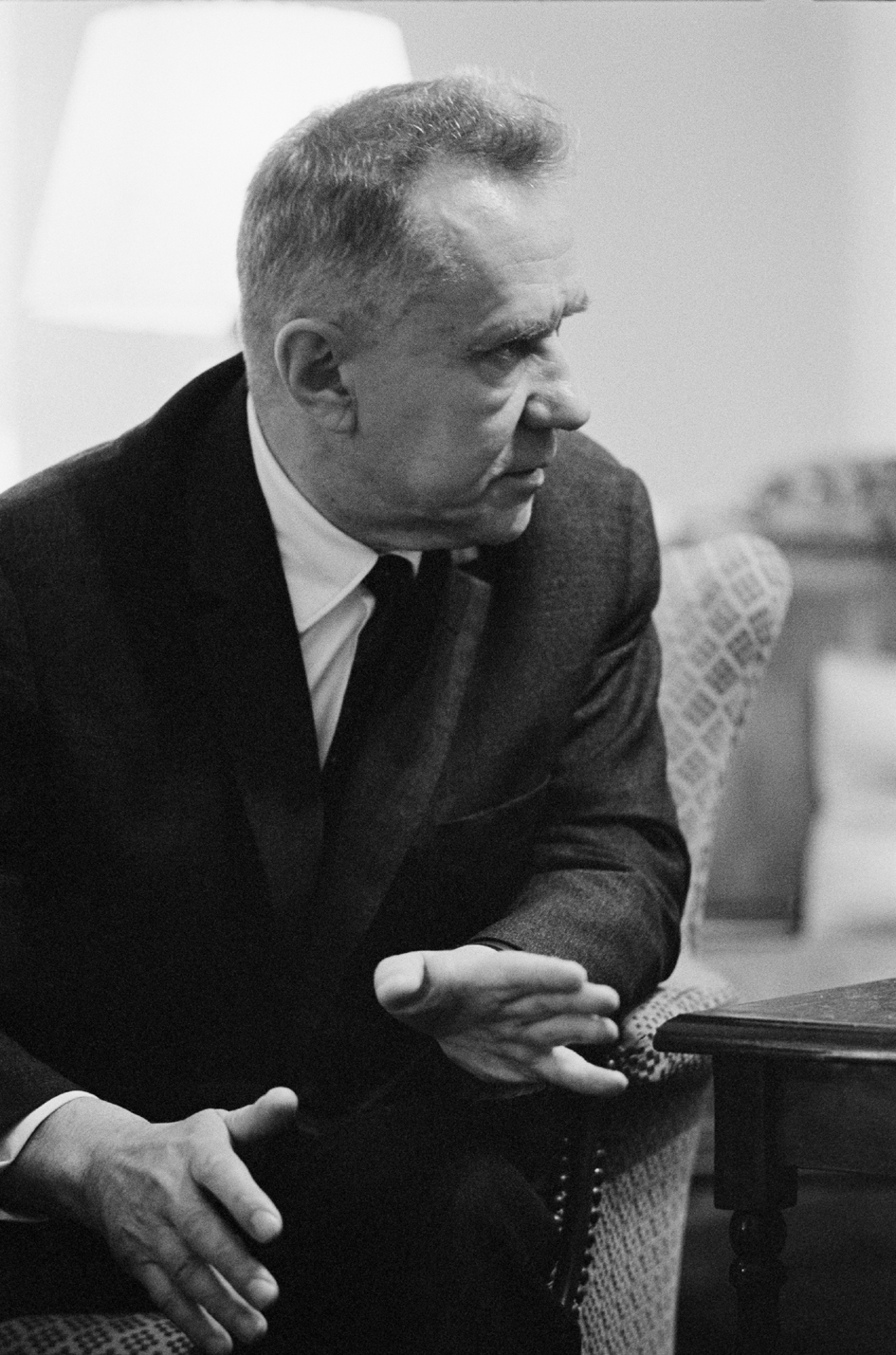
الکسی کاسیگینی

اصلاحات کاسیگینی (روسی: Косыгинская реформа) یا اصلاحات لیبرمن مجموعه‌ای از اصلاحات اقتصادی برنامه‌ریزی شده جهت اعمال تغییرات در اقتصاد اتحاد جماهیر شوروی بود. الکسی کاسیگینی این اصلاحات را برنامه‌ریزی کرد و در سپتامبر ۱۹۶۵ توسط کمیته مرکزی به تصویب رسید.